# 萬壽盛典初集

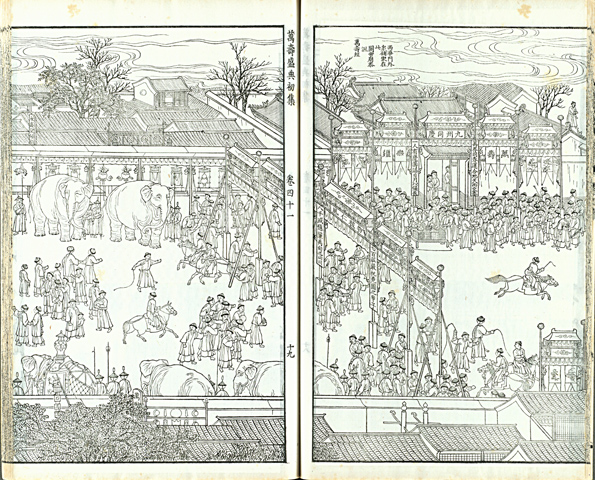
《萬壽盛典初集》

《萬壽盛典初集》，原名《萬壽盛典》，清朝宋駿業、王原祁等人纂修，共120卷，成書於康熙五十三年（1714年）正月至康熙五十四年（1715年）四月，由王掞等39位學者纂修官職名，王原祁纂修恭紀，趙之垣校刊恭紀以及凡例、目錄等。為與乾隆年間所纂之《八旬萬壽盛典》有所區別，而改名《萬壽盛典初集》。

## 成書經過
康熙五十二年（1713年）三月十八日，清聖祖六十壽辰，臣僚奏請將慶典彙集成書，以紀其盛。次年正月始事，隨編，隨進呈，隨刊刻，歷時兩年。書中所記為根據各衙門檔案章奏等史料，仿紀事本末體。全書分為〈宸藻〉、〈聖德〉、〈典禮〉、〈恩賚〉、〈慶祝〉和〈歌頌〉6門，在記述慶典活動的同時，對聖祖的仁德備加頌揚。